# 阿克巴尔普尔
阿克巴尔普尔（Akbarpur），是印度北方邦Kanpur Dehat县的一个城镇。总人口17368（2001年）。

## 人口
该地2001年总人口17368人，其中男性9261人，女性8107人；0—6岁人口3041人，其中男1555人，女1486人；识字率56.82%，其中男性为62.08%，女性为50.81%。